# 白州 (広西)
白州（はくしゅう）は、中国にかつて存在した州。唐代から南宋にかけて、現在の広西チワン族自治区玉林市南部に設置された。

## 概要
621年（武徳4年）、唐により隋の合浦郡合浦県の地に南州が置かれた。南州は博白・建寧・周羅・竜豪・淳良・朗平の6県を管轄した。623年（武徳6年）、南州は白州と改称された。742年（天宝元年）、白州は南昌郡と改称された。758年（乾元元年）、南昌郡は白州の称にもどされた。白州は嶺南道の容管十州に属し、博白・建寧・周羅・竜豪・南昌の5県を管轄した。
972年（開宝5年）、北宋により南昌・建寧・周羅の3県は廃止された。1111年（政和元年）、白州は廃止され、鬱林州に編入された。1113年（政和3年）、再び白州が立てられた。白州は広南西路に属し、博白県を管轄した。1136年（紹興6年）、白州は廃止され、鬱林州に編入された。